# Craig (Missouri)
Craig é uma cidade localizada no estado americano de Missouri, no Condado de Holt.

## Demografia
Segundo o censo americano de 2000, a sua população era de 309 habitantes.
Em 2006, foi estimada uma população de 292, um decréscimo de 17 (-5.5%).

## Geografia
De acordo com o United States Census Bureau tem uma área de
0,7 km², dos quais 0,7 km² cobertos por terra e 0,0 km² cobertos por água. Craig localiza-se a aproximadamente 265 m acima do nível do mar.

## Localidades na vizinhança
O diagrama seguinte representa as localidades num raio de 16 km ao redor de Craig.